# Dystrykt Lilongwe
Lilongwe – jeden z 28 dystryktów Malawi, położony w Regionie Centralnym. Stolicą dystryktu i zarazem całego państwa, jest miasto Lilongwe.

## Sąsiednie dystrykty
- Mchinji – zachód
- Kasungu – północny zachód
- Dedza, Salima – wschód
- Dowa – północ